# Neox
Neox es un canal de televisión digital terrestre español que pertenece a Atresmedia. Sus emisiones regulares comenzaron el 30 de noviembre de 2005 como Antena.Neox (léase: Antena punto Neox), denominación que fue cambiada el viernes 6 de agosto de 2010 por la actual.
Su programación está orientada a un público de entre 13 y 30 años, aunque al principio el canal se dirigía a un público más infantil, aproximadamente de entre 7 y 12 años. No obstante, tras la creación de la franja matinal destinada al público infantil denominada Kidz (anteriormente, Neox Kidz), la cadena volvió a aumentar la edad de su público objetivo.

## Historia
El canal empezó sus emisiones en 2005, siendo el primer canal de la TDT con programación infantil. Aun así, con los años, el canal fue modificando sus contenidos hacia un público más afianzado, es decir, un público juvenil. La novedad del canal era la emisión de series, cine y programas juveniles de entretenimiento.
En junio de 2006, el grupo de San Sebastián de los Reyes anunció que estaba llegando a un acuerdo con CBS Corporation para implantar en España sus contenidos audiovisuales a partir del inicio de la temporada 2006/07. El acuerdo le habría garantizado contenidos destinados a surtir tanto a Antena 3 como a Antena.Neox y Antena.Nova. Asimismo, también se habrían incluido los canales Showtime y UPN, los cuales probablemente habrían sustituido a Antena.Neox y Antena.Nova, respectivamente. Sin embargo, muchos contenidos tanto de CBS como de Showtime y UPN ya tenían propietarios en España y varias de esas series no podrían haber sido emitidas por los canales del grupo. Aun así, se habría reservado todos los productos que no tenían propietarios en España, así como todos los productos futuros. Finalmente, el Grupo Antena 3 (actualmente Atresmedia) decidió mantener sus marcas y contenidos.
En enero de 2008 se situó como el canal más visto de TDT entre los temáticos.
El 1 de enero de 2009, Neox cambió su imagen añadiéndole el número 8 (y a Nova se le añadió el número 9). Así, la imagen corporativa y el eslogan del canal se convirtieron en Neox, pásate al 8 para asociarlo con el número 8 del mando a distancia. Más tarde, a finales de 2009, volvió a ser cambiada, esta vez con la inscripción Neox, somos el 8.
Por otro lado, Antena 3 Internacional emitió un bloque de programación de Neox para toda América, de 5 horas de duración, con programas de producción propia (VU87, Z@ppineox, DXT.Neox, Interneox, Como el perro y el gato, Eva y Kolegas, Guasanga y Pelopicopata). Estos complementaban otras producciones como las dos series históricas de Antena 3, como Farmacia de Guardia o Nada es para siempre.
El 6 de agosto de 2010, el canal cambió su denominación de Antena.Neox por la de Neox. Además, el 6 de octubre volvió a emplear su primera imagen corporativa.
En cuanto a las audiencias, consiguió su máximo histórico en cuota de pantalla el 8 de agosto de 2011 con el estreno de Otra movida, mientras que su máximo en espectadores tuvo lugar el 1 de noviembre de 2010, gracias al estreno de Museo Coconut. Además, en noviembre de 2011 consiguió superar a la cadena generalista Cuatro en la franja horaria de 16:00 a 22:00 (de lunes a viernes) y pisó los talones a La Sexta.
Por su parte, el 30 de diciembre de 2011, Neox emitió un programa especial para preparar las campanadas, llamado Feliz Año Neox, presentado por Anna Simon y Berta Collado. Actualmente, Feliz Año Neox se sigue emitiendo cada 30 de diciembre de cada año en la cadena y es presentado por diferentes rostros del grupo Atresmedia, desde Alaska y Mario Vaquerizo, Ana Morgade, Anna Simon o Miki Nadal, entre otros, hasta el equipo de Homo Zapping.
Entre marzo de 2012 y el tercer trimestre del año, todos los canales del Grupo Antena 3 publicitaron una campaña con el lema "Menos sillón y más sofá", que pretendía afirmar que los canales del grupo son para todos los públicos y para toda la familia. El 4 de mayo del mismo año, Neox consiguió un gran 3,8% de cuota de pantalla en total día, gracias a la retransmisión de las películas American Pie 2 y American Pie: Una Fiesta de Pelotas, superando a La Sexta, que registró un 3,3%. Luego, el 12 de mayo, volvió a superar a La Sexta, registrando un 3,3% frente a un 2,8%, con la emisión de American Pie 3: ¡Menuda boda!.
Durante 2012 y 2013, Neox fue la cadena oficial para la retransmisión del concierto Rock in Rio, que anteriormente se emitía en La 2. Del mismo modo, en 2012, 2013, 2014 y 2015, el canal vino emitiendo anualmente una gala de premios, denominados Neox Fan Awards, que eran otorgados a diferentes actores, presentadores, músicos o categorías del grupo Atresmedia.
El 28 de mayo de 2013, Atresmedia Televisión anunció el lanzamiento de Neox Kidz (llamado Kidz desde diciembre de 2020), una franja que arrancaría en verano (coincidiendo con el inicio de las vacaciones) dentro de Neox y abarcaría las mañanas de lunes a domingo, aunque tras el periodo estival la franja se iría adaptando a los horarios de los escolares. Durante su desarrollo, el grupo fue cerrando una serie de acuerdos para ofrecer series tanto de animación como de acción real. Así, el 29 de junio de 2013 nació Neox Kidz, que comenzó sus emisiones con ficciones inéditas y también con el estreno de nuevas temporadas de conocidas producciones. De este modo, Atresmedia completó su oferta televisiva al llegar a todos los targets.
Desde el mes de mayo de 2014, debido al cierre de Nitro, Xplora y La Sexta 3, Neox amplió su programación con docushows y cine en sus madrugadas, también cine en las sobremesas del fin de semana, la inclusión de nuevas series para el público juvenil y nuevos contenidos para Neox Kidz, además del estreno de nuevas temporadas de las ficciones estrella del canal.
El 17 de noviembre de 2015, Neox emitió maratones de series, cuyos capítulos fueron elegidos por los espectadores, debido a los 10 años del canal, a través de una encuesta en la web bajo la denominación "10 años locos por Neox". Estas series fueron las comedias Dos hombres y medio, Los Simpson, The Big Bang Theory, Dos chicas sin blanca, Modern Family, Cómo conocí a vuestra madre y Me llamo Earl. Más tarde, El 30 de diciembre de 2015, continuando con la celebración del décimo aniversario del nacimiento de Neox, Miki Nadal y Ana Morgade presentaron las precampanadas desde la Puerta del Sol en Madrid en un especial llamado Feliz 10 años Neox.
Tras la buena acogida del especial Feliz Año Neox de Homo Zapping el 30 de diciembre de 2015, Atresmedia encargó a El Terrat una temporada completa, cuya emisión dio comienzo el 4 de junio de 2017. Cabe destacar que los especiales de fin de año continuaron en 2017 y 2018, y el programa fue renovado para la época estival.
El 9 de octubre de 2017, tras una semana sin emisión en Antena 3 debido a la necesidad de alargar Espejo Público para cubrir los acontecimientos políticos y sociales del momento, la retransmisión de Los Simpson se trasladó temporalmente a las sobremesas de Neox de lunes a viernes, aunque se mantuvo también la del access prime time, mientras que los fines de semana, la serie animada continuó con sus pases habituales en la primera cadena de Atresmedia. Sin embargo, las buenas cifras de audiencia cosechadas por Espejo Público, Karlos Arguiñano en tu cocina y La ruleta de la suerte en esta, y la mejora de los datos de Neox en la franja de la sobremesa gracias a la serie creada por Matt Groening, hicieron que Atresmedia tomara la decisión de ubicar Los Simpson en el canal juvenil del grupo de manera exclusiva. Asimismo, poco a poco fue aumentando la cantidad de capítulos en la sobremesa diaria, lo que provocó que el 11 de enero de 2018 emitiera sus últimos dos capítulos en el access prime time, siendo al día siguiente sustituida en esta franja por The Big Bang Theory. Finalmente, Los Simpson dio el salto definitivo a Neox el 8 de septiembre de 2018, cuando su emisión se trasladó a dicho canal de lunes a domingo, tras 24 años en Antena 3. Cabe destacar también la retransmisión en el prime time de los domingos de las temporadas 26 en adelante, las cuales eran todavía inéditas en España, desde el 10 de febrero de 2019, y el regreso de la serie a las tardes del canal desde el 25 de noviembre de 2019 –hecho que se había llevado a cabo previamente en la programación del fin de semana–, alargándose desde el 4 de febrero de 2020 hasta el access prime time y volviendo a establecerse al final en dicha franja, pero manteniendo igualmente el clásico bloque de episodios del access sobremesa.
El 23 de mayo de 2019, Neox hizo historia con la emisión del capítulo final de The Big Bang Theory, que reunió a 1.636.000 espectadores cosechando un 9,8% de cuota de pantalla. De esta forma, superó a La Sexta, Cuatro y Antena 3, colocándose como tercera opción del prime time. También es la emisión no deportiva más vista de la historia de la TDT. Gracias a ello, Neox batió su récord de audiencia en un día con 4,4% de cuota de pantalla, igualando a Cuatro.
El 1 de marzo de 2023, la cadena puso un tuit con un video dando a entender que próximamente habría cambios en la cadena con el claim Nos movemos. De esta manera, el 17 de abril de ese año, Atresmedia actualizó la identidad visual de Neox con un logotipo renovado, así como nuevos elementos de continuidad y nuevas series.
El  7 de enero de 2025, Kidz, la franja de Neox dedicada al público infantil, amplió su oferta y también su horario, que sería de lunes a viernes, de 6:00 a 10:00 horas, y los sábados y domingos, de 6:00 a 14:00 horas. El estreno de Miraculous: Las aventuras de Ladybug sería una de las novedades que se unirían a otras series como Pokémon o Captain Tsubasa (Campeones en España).

## Programación
La programación de Neox está especialmente dirigida a un público joven y urbano, con una programación diaria de series de ficción nacional y extranjera, programas de entretenimiento y la emisión de cine en los contenedores Neox y acción, Cinematrix y Cine Neox. Neox suele ser un escaparate para la repetición de series nacionales que se emitieron en Antena 3 y de series internacionales. Aparte de esto, el contenedor Kidz, emitido todos los días en la franja matinal, ofrece un gran catálogo de series destinadas al público infantil.
Entre las series más famosas que emite el canal destacan:
- American Dad
- Angie Tribeca
- Black-ish
- Brooklyn Nine-Nine
- Chicago P.D.
- Cómo conocí a vuestra madre
- Dos chicas sin blanca
- Dos hombres y medio
- El joven Sheldon
- El Príncipe de Bel-Air
- El último hombre en La Tierra
- Friends
- Futurama
- iZombie
- Kevin puede esperar
- La vida en piezas
- Los Conner
- Los Goldberg
- Los Simpson
- Madres forzosas
- Magnum
- Me llamo Earl
- Mike & Molly
- Modern Family
- Mom
- Padre de Familia
- Roseanne
- Superstore
- S.W.A.T.
- The Big Bang Theory
- The Equalizer
- The Middle
- Una chef en casa

### Producción propia
Entre sus programas destacan:
- Guasanga (2008 - 2010)
- Cuore (2010)
- Museo Coconut (2010-2014)
- Involución (2011)
- Next (2010 - 2013)
- Otra movida (2011 - 2012)
- Feliz Año Neox (2011 - actualidad)
- Neox Fan Awards (2012 - 2015)
- El chiringuito de Jugones (2014 - 2015)
- Retorno a Lilifor (2015)
- Vergüenza ajena (Made in Spain) (2016 - 2017)
- Vergüenza ajena (2016 - 2018)
- Homo Zapping (2016 - 2018)
- Random Neox (2017)
- Top Photo (2020)
- Top Gamers Academy (2020)
- Love Island España (2021 - 2022)

## Imagen corporativa
Al comenzar sus emisiones, la mosca del canal era .neox, siendo sustituida el 1 de enero de 2009 por "Neox, pásate al 8" para asociarlo con el número 8 del mando a distancia. Sin embargo, a finales de 2009, la mosca volvió a ser cambiada, esta vez con la descripción "Neox, somos el 8".
El 6 de agosto de 2010, el canal cambió su nombre de Antena.Neox a Neox y el 6 de octubre de 2010 volvió la imagen corporativa de 2005 (.neox), esta vez más grande y situada en la esquina inferior derecha. Más tarde, el 11 de marzo de 2011, quitaron el punto de la mosca.
El 27 de julio de 2011, se renovó por completo la imagen corporativa de Neox con el cambio de todas las cortinillas y de la mosca, que pasó a ser de color amarillo y el azul.
En diciembre de 2011, Neox cambió las cortinillas y su eslogan adaptándolas a la Navidad. En ellas se podía ver una mano de Papá Noel chasqueando los dedos, apareciendo a continuación desde su mano el logotipo de Neox con unos altavoces en la parte izquierda y derecha. Respecto al eslogan propuesto, este fue el de "Es Navidad".
En junio de 2012, Neox propuso un concurso en su web que trataba de dar tu enfoque de cómo ves Neox, llamado TuNeox. En julio del mismo año, se dio a conocer el ganador, David Durán, y salió una nueva promoción de la cadena en la que aparecían los rostros más significativos de las series de Neox, con la canción everybody Neox y el eslogan Espíritu Neox, contágiate.
El 6 de marzo de 2013, el Grupo Antena 3 pasó a denominarse Atresmedia. Así, todas las cadenas estrenaron nuevos elementos en sus respectivas identidades gráficas, empleando rombos que se plegaban y desplegaban con la imagen y el color corporativo de cada cadena.
Desde el 29 de junio de 2013, tras el lanzamiento de Kidz, Neox incluye, aparte de su mosca, un identificativo durante la emisión de este contenedor televisivo para señalizar sus contenidos.
El 5 de septiembre de 2014, durante el FesTVal en Vitoria se anunció que Neox modificaría su imagen corporativa, implementándola el lunes 8 de septiembre. Con ella, Neox dejó de combinar el color amarillo con el azul para combinar el amarillo y el negro. De este modo, el 8 de septiembre de 2014, a las 21:40 horas, la mosca del canal se volvió traslúcida en tono grisáceo.
Desde el comienzo de sus emisiones, la voz corporativa es de Ángel Morón, profesional de la comunicación, locución y doblaje.
El 17 de abril de 2023, Neox modificó su imagen corporativa colocando sus dos sílabas en dos líneas y armonizando los colores que venía utilizando hasta el momento.

### Logotipos

Logotipo de Neox desde 2010 hasta 2011.
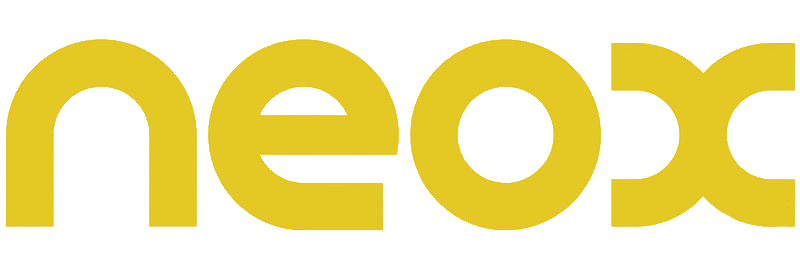
Logotipo de Neox desde 2011 hasta 2014.
Logotipo de Neox desde 2014 hasta 2023.
Logotipo de Neox desde 2023.

## Espacios derivados del canal

### Feliz Año Neox
Feliz Año Neox es un espacio que se emite cada 30 de diciembre en Neox. En él se transmiten las precampanadas en directo desde la Puerta del Sol (Madrid), dando la "bienvenida" al nuevo año un día antes de manera humorística. El formato se emite, a excepción del año 2014, de forma anual desde 2011.

### Neox Fan Awards
Neox Fan Awards fue una gala anual de entrega de premios emitida en Neox entre 2012 y 2015. Dichos premios celebraban los logros más importantes del año en música, cine, televisión, deportes y otras categorías, y eran votados por los espectadores mayores de 14 años a través de Internet. El formato contó con cuatro ediciones (2012, 2013, 2014 y 2015).

### Kidz
El 28 de mayo de 2013, Atresmedia Televisión anunció el lanzamiento de Neox Kidz, un programa contenedor dentro del canal en una franja que abarcaría las mañanas de lunes a domingo, aunque tras el periodo estival la franja se iría adaptando a los horarios de los escolares. Durante la emisión de este contenedor televisivo, Neox incluye, aparte de su mosca, un identificativo durante la emisión de este contenedor televisivo para señalizar sus contenidos. Asimismo durante su desarrollo, el grupo de comunicación fue cerrando una serie de acuerdos con compañías distribuidoras de programación para ofrecer series tanto de animación como de acción real. Así, el 29 de junio de 2013 nació Neox Kidz, que comenzó sus emisiones con ficciones inéditas y también con el estreno de nuevas temporadas de conocidas producciones.
Por otro lado, en diciembre de 2020, Atresmedia y Planeta Junior llegaron a un acuerdo para comercializar series y películas infantiles en conjunto a través de la marca, que cambiaría su nombre por el de Kidz. Asimismo, aparte del bloque habitual de Neox, dentro de Atresplayer se habilitó un canal lineal digital y un apartado en la web con contenidos bajo demanda.

### Neox Rocks / Neox Sound
En 2014, Atresmedia lanzó un festival de música independiente llamado Neox Rocks, el cual tuvo lugar el 20 de junio en San Sebastián de los Reyes (Madrid) y contó con The Offspring, IZAL, Marky Ramone's Blitzkrieg feat. Andrew W.K., Attaque 77, The Noise y Kostrok. Debido a su éxito, en 2015 se volvió a organizar el festival, esta vez el 27 de septiembre en Getafe con 30 Seconds to Mars, Belako, Bultur, Demob Happy, Dover, Palma Violets, The Sounds e IndependanceU18 DJ's.
Por su parte, los días 23 y 24 de septiembre de 2016, la tercera edición se llevó a cabo nuevamente en Getafe. Esta contó con las actuaciones de Carlos Jean, Yall, The Royal Concept, IZAL, Xoel López, Miss Caffeina, Second, Nudozurdo, Grises, Tachenko, Viva Suecia, Varry Brava, Modelo de Respuesta Polar, Full, Ochoymedio DJs, Indies Cabreados DJs, Jotapop DJ, Kia Music Box, Lori Meyers, Neuman, La Habitación Roja, Nacho Vegas, Never Draw Back, Cycle, Seattle, Embusteros, Green Class, Dani Less Dj, Dark DJ, Was y Elyella DJs.
Por otro lado, en 2017, el evento quiso abrirse a un nuevo concepto, dando lugar a un festival low cost llamado Neox Sound, el cual contaría con lo mejor de la música nacional e internacional del momento. Este tenía previsto ser celebrado en Getafe el 16 de septiembre con las actuaciones de Axwell Λ Ingrosso, Sunnery James & Ryan Marciano, La Habitación Roja, Second, Bely Basarte, Delafé, Brian Cross, los Coming Soon y Dj Amable. Sin embargo, la organización suspendió el evento 'sine die' y no volvió a llevarse a cabo.

### Neox Games
En 2017, Atresmedia lanzó Neox Games para acoger las novedades, información, trucos, eventos y reportajes relacionados con videojuegos, con especial atención en el mundo de los eSports. Además de la página web, Neox Games contó con su propio programa de televisión, un breve espacio emitido semanalmente en el canal juvenil con colaboradores como Alba H., encargada de realizar el reportaje gamer de la semana; Sergio "Catacroquer", quien hace un resumen de la Copa ECI de League of Legends y lleva a cabo la sección "Manual para novatos", y Kiko Béjar, presentador de la entrevista EuroPlay. Asimismo, el programa también ha puesto en marcha sorteos para los espectadores.

### Neox Discover
En 2018 y 2019, Atresmedia puso en marcha Neox Discover, un proyecto que consistía en que cantantes solistas o grupos noveles enviaran sus vídeos musicales. Estos se someterían a la valoración del público, que elegiría a tres solistas/bandas, y a un comité de expertos de Atresmúsica que haría lo propio con los restantes. El objetivo de la iniciativa era servir como plataforma televisiva para darles la oportunidad de obtener visibilidad.
Los ganadores de la primera edición fueron Ivangel con "No pueden", Juan Palma con "Vuelvo a caer" y Onintze con "A la luz de la luna". Por su parte, los vencedores de la segunda fueron Ecléctica con "Asalvajados", J.M. Rob con "Dreams" y Los vecinos del callejón con "Sobre ruedas".

### Otros programas con la marca Neox
A lo largo de la historia del canal, son varios programas los que han utilizado la marca en su denominación. Algunos de ellos son los siguientes:
- DXT.Neox: Programa sobre eventos deportivos alternativos y extremos que se hacen a nivel nacional e internacional.
- El plan Neox: Breve espacio en el que se muestra una agenda con actividades y eventos relacionados con la cultura y el ocio para los jóvenes.
- Estación Neox: Espacio musical, en colaboración con Europa FM, dedicado a los solistas y grupos musicales españoles del momento.
- Generación Neox: Serie de documentales que muestra las diferentes formas de vivir de 52 jóvenes.
- Interneox: Programa sobre Internet, gadgets, videoconsolas y otros dispositivos electrónicos como ordenadores, móviles, etc.
- Neox Next: Versión de Next en la que cinco personas que buscan pareja permanecen en un autobús. Uno a uno van bajando para conocer al participante, el cual les puede decir Next ("siguiente" en inglés) si no hay atracción. Sin embargo, por cada minuto que haya durado la cita, se le otorga al concursante descartado 1€. Si al final de la cita el participante elige a uno de los pretendientes, este podrá elegir entre una segunda cita o el dinero acumulado.
- Random Neox: Programa de humor y sátira que repasa la actualidad nacional e internacional a través de secuencias de programas de televisión, reportajes, anuncios, memes, vídeos virales, redes sociales y escenas cinematográficas.
- Z@ppineox: Programa de zapping y vídeos de Internet.

## Audiencias
Evolución de la cuota de pantalla mensual y anual, según las mediciones de audiencia elaborados en España por Kantar Media. Están en negrita los meses en que fue líder de audiencia.
| Año  | Enero | Febrero | Marzo | Abril | Mayo | Junio | Julio | Agosto | Septiembre | Octubre | Noviembre | Diciembre | Media Anual |
| ---- | ----- | ------- | ----- | ----- | ---- | ----- | ----- | ------ | ---------- | ------- | --------- | --------- | ----------- |
| 2005 | -     | -       | -     | -     | -    | -     | -     | -      | -          | -       | 0,01%**   | 0,01%     | 0,01%       |
| 2006 | 0,1%  | 0,1%    | 0,1%  | 0,1%  | 0,1% | 0,1%  | 0,1%  | 0,1%   | 0,1%       | 0,1%    | 0,1%      | 0,1%      | 0,1%        |
| 2007 | 0,2%  | 0,2%    | 0,2%  | 0,2%  | 0,2% | 0,2%  | 0,2%  | 0,2%   | 0,2%       | 0,3%    | 0,2%      | 0,2%      | 0,2%        |
| 2008 | 0,3%  | 0,4%    | 0,4%  | 0,5%  | 0,5% | 0,5%  | 0,6%  | 0,7%   | 0,7%       | 0,7%    | 0,7%      | 0,8%      | 0,6%        |
| 2009 | 0,8%  | 0,9%    | 1,0%  | 1,0%  | 1,0% | 1,1%  | 1,4%  | 1,4%   | 1,4%       | 1,4%    | 1,5%      | 1,5%      | 1,2%        |
| 2010 | 1,5%  | 1,6%    | 1,7%  | 2,0%  | 2,2% | 2,2%  | 2,6%  | 3,0%   | 2,7%       | 2,5%    | 2,4%      | 2,5%      | 2,2%        |
| 2011 | 2,6%  | 2,6%    | 2,3%  | 2,3%  | 2,4% | 2,4%  | 2,9%  | 3,3%*  | 2,9%       | 2,7%    | 2,8%      | 3,0%      | 2,7%        |
| 2012 | 2,7%  | 2,7%    | 2,7%  | 2,6%  | 2,7% | 2,5%  | 2,8%  | 2,8%   | 2,6%       | 2,4%    | 2,4%      | 2,3%      | 2,6%        |
| 2013 | 2,3%  | 2,3%    | 2,2%  | 2,4%  | 2,4% | 2,4%  | 2,4%  | 2,4%   | 2,3%       | 2,2%    | 2,2%      | 2,2%      | 2,3%        |
| 2014 | 2,2%  | 2,2%    | 2,3%  | 2,4%  | 2,9% | 2,7%  | 3,0%  | 3,0%   | 2,8%       | 2,5%    | 2,6%      | 2,7%      | 2,6%        |
| 2015 | 2,6%  | 2,7%    | 2,7%  | 2,6%  | 2,5% | 2,5%  | 2,5%  | 2,7%   | 2,5%       | 2,5%    | 2,5%      | 2,4%      | 2,6%        |
| 2016 | 2,5%  | 2,5%    | 2,5%  | 2,3%  | 2,3% | 2,4%  | 2,6%  | 2,5%   | 2,6%       | 2,5%    | 2,5%      | 2,5%      | 2,5%        |
| 2017 | 2,3%  | 2,5%    | 2,4%  | 2,4%  | 2,5% | 2,6%  | 2,5%  | 2,5%   | 2,4%       | 2,3%    | 2,6%      | 2,7%      | 2,5%        |
| 2018 | 2,5%  | 2,5%    | 2,4%  | 2,2%  | 2,3% | 2,3%  | 2,3%  | 2,6%   | 2,5%       | 2,4%    | 2,3%      | 2,4%      | 2,4%        |
| 2019 | 2,4%  | 2,4%    | 2,5%  | 2,5%  | 2,6% | 2,5%  | 2,7%  | 2,9%   | 2,4%       | 2,1%    | 2,0%      | 2,1%      | 2,4%        |
| 2020 | 2,0%  | 1,9%    | 1,9%  | 2,1%  | 2,0% | 2,1%  | 2,2%  | 2,1%   | 1,9%       | 1,7%    | 1,7%      | 1,8%      | 2,0%        |
| 2021 | 1,8%  | 1,8%    | 1,8%  | 1,6%  | 1,7% | 1,7%  | 1,8%  | 2,0%   | 1,8%       | 1,8%    | 1,8%      | 1,8%      | 1,8%        |
| 2022 | 2,1%  | 1,8%    | 1,7%  | 2,0%  | 1,7% | 1,8%  | 1,7%  | 2,0%   | 1,8%       | 1,8%    | 1,8%      | 1,7%      | 1,8%        |
| 2023 | 2,0%  | 2,0%    | 2,0%  | 2,0%  | 1,9% | 2,0%  | 2,0%  | 2,1%   | 2,1%       | 2,0%    | 2,0%      | 2,1%      | 2,0%        |
| 2024 | 2,0%  | 2,0%    | 2,0%  | 1,9%  | 1,9% | 1,8%  | 1,8%  | 2,0%   | 1,7%       | 1,7%    | 1,8%      | 1,8%      | 1,9%        |
| 2025 | 1,8%  | 1,8%    | 1,7%  | 1,7%  | 1,8% | 1,7%  | 2,0%  |        |            |         |           |           |             |

1. ↑  Comenzó su primera emisión el 30 de noviembre.

* Máximo histórico | ** Mínimo histórico